# Pyrausta illiberalis
Pyrausta illiberalis là một loài bướm đêm trong họ Crambidae.